# Guillaume de Bade (1792-1859)
Guillaume de Bade (8 avril 1792 à Karlsruhe – 11 octobre 1859 à Karlsruhe) est le deuxième fils de Charles Ier de Bade et de sa seconde épouse, Louise-Caroline de Geyer de Geyersberg (26 mai 1768 - 23 juillet 1820), la fille du Lieutenant-colonel baron Louis-Henri Philippe Geyer de Geyersberg et son épouse, la comtesse Maximilienne Christiane de Sponeck. Son mariage avec Louise est considéré par la Maison de Bade comme morganatique, et Guillaume n'a pas, pendant un temps, de droits de succession sur le Grand-Duché.

## Mariage et descendance
Il épouse le 16 octobre 1830, la duchesse Élisabeth-Alexandrine de Wurtemberg (27 février 1802 - 5 décembre 1864), fille de Louis-Frédéric de Wurtemberg. Ils ont :
- Henriette de Bade (7 mai 1833 - 7 août 1834)
- Sophie de Bade (7 août 1834 - 6 avril 1904), mariée à Woldemar de Lippe le 9 novembre 1858, sans descendance.
- Élisabeth de Bade (18 décembre 1835 - 15 mai 1891)
- Léopoldine de Bade (22 février 1837 - 23 décembre 1903); mariée à Hermann de Hohenlohe-Langenbourg , le 24 septembre 1862, avec descendance.